# Life Is Not a Waiting Room
Albums de Senses Fail
Still Searching
(2006) The Fire
(2010)
Singles
Life Is Not a Waiting Room est le troisième album du groupe Senses Fail. 
Il est sorti  le 7 octobre 2008. L'album entier a été disponible à l'écoute sur leur Myspace, le 1er octobre de la même année. L'album a été classé en 18e place du U.S. Billboard 200. 
La photographie pour l'album a été réalisée par Phill Mamula. Les concepts sur la pochette de l'album ont été conçus par Buddy et Sons of Nero. 
Jason Black, du groupe Hot Water Music, remplace Mike Glita à la basse.

## Pistes
1. Fireworks At Dawn – 2:10
2. Lungs Like Gallows – 3:21
3. Garden State – 3:39
4. Family Tradition – 3:34
5. Wolves At The Door – 3:27
6. Hair Of The Dog – 3:50
7. Four Years – 4:16
8. Ali For Cody – 4:02
9. Yellow Angels – 3:42
10. Chandelier – 3:41
11. Map The Streets – 3:27
12. Blackout – 4:55

Titres Bonus
1. Life Is Not A Waiting Room – 3:19
2. DB Cooper – 2:59

iTunes Bonus Tracks
1. DB Cooper – 2:59
2. Coming Up Short – 2:14

## Membres
- Buddy Nielsen : Chant
- Garrett Zablocki : Guitare solo, guitare rythmique, chant
- Dan Trapp : Batterie, percussion
- Heath Saraceno : Guitare solo, guitare rythmique, chant
- Jason Black : Guitare basse